# Skybridge (Canada)
Pour les articles homonymes, voir Skybridge.
Le Skybridge est un pont à haubans reliant Surrey et New Westminster, villes canadiennes situées dans le district régional du Grand Vancouver, en Colombie-Britannique. Construit entre 1987 et 1989, il permet aux rames de la ligne Expo du SkyTrain de traverser le Fraser, entre les stations Columbia et Scott Road.
Le Skybridge ne sert pas au passage des voitures et est strictement réservé aux rames du SkyTrain de Vancouver. Le pont comporte 3 voies : deux voies de circulation pour les rames, et une voie supplémentaire, au centre, afin de faciliter le passage aux équipes de maintenance. Le Skybrige mesure 616 mètres de longueur, ce qui en fait le plus long pont exclusivement réservé au métro au monde.